# Frontispic (knjiga)
Frontispic v knjigah je dekorativna ali informativna ilustracija, ki je obrnjena proti naslovni strani knjige, običajno na levi ali hrbtni strani nasproti desne ali pravokotne strani knjige. V nekaterih starodavnih izdajah ali v sodobnih luksuznih izdajah so na frontispicu tematski ali alegorični elementi, v drugih je avtorjev portret, ki se pojavi kot frontispic. V srednjeveških iluminiranih rokopisih je bila predstavitvena miniatura, ki je prikazovala knjigo ali besedilo, ki je bilo predstavljeno (od koga in komu je različno), pogosto uporabljena kot naslovnica.

## Etimologija
Beseda izvira iz francoske besede frontispice, ki izhaja iz pozne latinske besede frontispicium, sestavljene iz latinskih frons ('čelo') in specere ('gledati'). Bil je sinonim za metoposkopijo. V angleščini je bil prvotno uporabljen kot arhitekturni izraz, ki se nanaša na okrasno fasado stavbe. V 17. stoletju se je v drugih jezikih, kot je italijanščina, izraz začel nanašati na naslovno stran knjige, ki je bila takrat pogosto okrašena z zapletenimi gravurami, ki so si iz arhitekture izposodile slogovne elemente, kot so stebri in pedimenti.
V 17. stoletju je naslovno stran knjige spremljala ilustracija na sprednji strani (znana v italijanščini kot antiporta), tako da je v angleščini izraz prevzel pomen, ki ga ohranja danes, že leta 1682. Do takrat se je angleško črkovanje po ljudski etimologiji spremenilo iz 'frontispice' v 'frontispiece' ('front' + 'piece').
V slovenščini Frontispic pomeni »podoba in okraski na naslovni ali prednaslovni strani v knjigi« Fran

## Galerija primerov
- Frontispic in naslovna stran biografije Matthiasa Klostermayrja (1772)
- Portret Yung Winga, uporabljen kot naslovnica njegove knjige iz leta 1909 Moje življenje na Kitajskem in v Ameriki
- Naslovnica priljubljene razprave o vetrovih: ki zajema splošna gibanja ozračja, monsunov, ciklonov, tornadov, vodnih tromb, neviht s točo itd. Williama Ferrela (1904)
- Naslovna stran in naslovnica Telliameda Benoîta de Mailleta (1749)
- Naslovna stran in naslovnica zvezka I1 Joannis Kepleri Astronomi Opera Omnia Johannesa Keplerja (1858)
- Frontispic in naslovna stran De Rerum Natura Tita Lukrecija Carusa (1754)
- Frontispic in naslovna stran I. zvezka Histoire Naturelle, Générale et Particulière avtorja Georges-Louis Leclerc, Comte de Buffon (1774)
- Ilustracija sprednje stranice Johanna Bodeja Anleitung zur Kentniss des Gestirnten Himmels (1772)
- Frontispic prve izdaje spominov Pierra Victorja, barona de Besenval de Brunstatt, prikazuje njegov portret (1805)
- Frontispic sedme izdaje pariškega popotniškega vodnika Germaina Bricea (1717). To je posebna grafika, posvečena Augustu Wilhelmu, Herzogu von Braunschweig-Wolfenbüttel